# VfL Neckarau
Der VfL Neckarau war ein Sportverein aus dem Mannheimer Stadtteil Neckarau. Der aus einer Fusion mehrerer Stadtteilvereine im Jahr 1921 hervorgegangene Verein war vor allem für seine Fußballabteilung bekannt, die sich bis in die späten 1980er Jahre in höheren Spielklassen behaupten konnte. 2011 fusionierte der VfL mit dem VfB Kurpfalz zum VfL Kurpfalz Mannheim-Neckarau.

## Geschichte
| Spielzeit | Liga (Stufe)                                | Platz |
| --------- | ------------------------------------------- | ----- |
| 1921/22   | Odenwaldkreis (1)                           | 4.    |
| 1922/23   | Odenwaldkreis (1)                           | 5.    |
| 1923/24   | Neckarkreis (2)                             | 1.    |
| 1924/25   | Rheinbezirk (1)                             | 4.    |
| 1925/26   | Rheinbezirk (1)                             | 3.    |
| 1926/27   | Rheinbezirk (1)                             | 1.    |
| 1927/28   | Rheinbezirk (1)                             | 2.    |
| 1928/29   | Rheinbezirk (1)                             | 1.    |
| 1929/30   | Rheinbezirk (1)                             | 2.    |
| 1930/31   | Rheinbezirk (1)                             | 3.    |
| 1931/32   | Rheinbezirk (1)                             | 2.    |
| 1932/33   | Rheinbezirk (1)                             | 3.    |
| 1933/34   | Gauliga Baden (1)                           | 7.    |
| 1934/35   | Gauliga Baden (1)                           | 3.    |
| 1935/36   | Gauliga Baden (1)                           | 5.    |
| 1936/37   | Gauliga Baden (1)                           | 6.    |
| 1937/38   | Gauliga Baden (1)                           | 4.    |
| 1938/39   | Gauliga Baden (1)                           | 9.    |
| 1939/40   | Kriegsmeisterschaft Mannheim/Heidelberg (1) | 4.    |
| 1940/41   | Bereichsklasse Baden (1)                    | 1.    |
| 1941/42   | Bereichsklasse Baden (1)                    | 2.    |
| 1942/43   | Gauliga Baden (1)                           | 8.    |
| 1943/44   | Gauliga Baden Nordgruppe (1)                | 4.    |
| 1944/45   | Gauliga Baden Nordgruppe (1)                | (4.)  |
| 1945/46   | Landesliga Nordbaden (2)                    | 1.    |
| 1946/47   | Oberliga Süd (1)                            | 16.   |
| 1947/48   | Oberliga Süd (1)                            | 16.   |
| 1948/49   | Landesliga Nordbaden (2)                    | 2.    |
| 1949/50   | Landesliga Nordbaden (2)                    | 1.    |
| 1950/51   | Oberliga Süd (1)                            | 11.   |
| 1951/52   | Oberliga Süd (1)                            | 16.   |
| 1952/53   | Zweite Liga Süd (2)                         | 18.   |
| 1953/54   | 1. Amateurliga Nordbaden (3)                | 4.    |
| 1954/55   | 1. Amateurliga Nordbaden (3)                | 7.    |
| 1955/56   | 1. Amateurliga Nordbaden (3)                | 11.   |
| 1956/57   | 1. Amateurliga Nordbaden (3)                | 5.    |
| 1957/58   | 1. Amateurliga Nordbaden (3)                | 1.    |
| 1958/59   | 1. Amateurliga Nordbaden (3)                | 9.    |
| 1959/60   | 1. Amateurliga Nordbaden (3)                | 4.    |
| 1960/61   | 1. Amateurliga Nordbaden (3)                | 3.    |
| 1961/62   | 1. Amateurliga Nordbaden (3)                | 1.    |
| 1962/63   | 1. Amateurliga Nordbaden (3)                | 14.   |
| 1963/64   | 1. Amateurliga Nordbaden (3)                | 15.   |
| 1964/65   | 2. Amateurliga Rhein-Neckar (4)             | 1.    |
| 1965/66   | 1. Amateurliga Nordbaden (3)                | 12.   |
| 1966/67   | 1. Amateurliga Nordbaden (3)                | 11.   |
| 1967/68   | 1. Amateurliga Nordbaden (3)                | 1.    |
| 1968/69   | Regionalliga Süd (2)                        | 16.   |
| 1969/70   | 1. Amateurliga Nordbaden (3)                | 2.    |
| 1970/71   | 1. Amateurliga Nordbaden (3)                | 4.    |
| 1971/72   | 1. Amateurliga Nordbaden (3)                | 4.    |
| 1972/73   | 1. Amateurliga Nordbaden (3)                | 15.   |

Der VfL Neckarau entstand im Jahr 1921 in dem industriell geprägten südlichen Vorort Mannheims aus einem Zusammenschluss der Stadtteilvereine TV 1884 Neckarau, Turnerbund Jahn 1889 Neckarau, dem Athletik-Sport-Verein Neckarau und der Fußball-Vereinigung 07 Neckarau.
Bis 1967 gab es im Verein auch Abteilungen für Handball, Turnen, Leichtathletik sowie Gewichtheben. Danach spielte man beim VfL Neckarau vorübergehend ausschließlich Fußball, bis 1983 eine Tennisabteilung ins Leben gerufen wurde. 2011 fusionierte der VfL mit dem VfB Kurpfalz zum VfL Kurpfalz Mannheim-Neckarau.

### Fußball
Bereits in seiner ersten Saison spielte der VfL Neckarau in der Odenwaldkreis-Liga mit Mannschaften wie dem SV Waldhof Mannheim und Darmstadt 98. Der Sieger qualifizierte sich für die Süddeutsche Meisterschaft, es war also die höchstmögliche Liga. Bis auf die Saison 1923/24 waren die Neckarauer bis zum Ende des Zweiten Weltkriegs durchgängig erstklassig.
1927 wurde der Club erstmals Rheinbezirks-Meister und erreichte bei der anschließenden Süddeutschen Meisterschaft einen beachtlichen vierten Platz. In der folgenden Saison musste sich der VfL dem SV Waldhof um einen Punkt geschlagen geben und wurde in der Trostrunde der Süddeutschen Dritter. 1929 jedoch konnte Neckarau erneut die Rheinbezirks-Meisterschaft gewinnen und wurde bei der Süddeutschen Meisterschaft hinter dem 1. FC Nürnberg und dem FC Bayern München Dritter. Im folgenden Jahr musste man wieder dem Dauerkontrahenten Waldhof den Vortritt lassen und auch in der Trostrunde wurde man Vorletzter. Anschließend folgten zwei dritte Plätze und ein zweiter Platz, der 1932 erneut in die Trostrunde der Süddeutschen Meisterschaft führte, wo der VfL den vierten Rang belegte.
1933 wurde das Ligensystem reformiert und die Neckarauer spielten durchgängig in der Gauliga Baden, die von den beiden Mannheimer Stadtrivalen SV Waldhof und VfR Mannheim dominiert wurde. Im Kriegsjahr 1941 jedoch gelang dem VfL die Meisterschaft und damit die Teilnahme an der Endrunde zur Deutschen Meisterschaft: In der Gruppe IV waren die Nordbadener dann allerdings gegen München 60 (2:1 und 2:6), die Stuttgarter Kickers (5:3 und 0:2) und den späteren „großdeutschen Meister“ Rapid Wien (0:7 und 1:8) vor allem auswärts chancenlos. Für die Neckarauer spielten Veitengruber, Willi Preschle, Georg Lutz, Theo Wahl, Richard Manale, Otto Diringer, Karl Sälzler, Karl Gönner, Gottfried Wenzelburger, Kurt Gärtner, R. Wahl, Ludwig Heilmann, Oskar Benner, Willi Grössle und Hermann Klostermann. Im selben Jahr war die Mannschaft das einzige Mal für den Tschammerpokal qualifiziert, schied aber schon in der 1. Schlussrunde aus. 1943 schloss sich der VfL Neckarau mit der SpVgg 07 Mannheim zu einer Kriegsspielgemeinschaft zusammen, diese Mannschaft hatte aber in den beiden letzten Kriegsjahren keine nennenswerten Erfolge.
In der ersten Nachkriegssaison 1945/46 wurde der VfL Neckarau Landesligameister von Nordbaden (vor dem VfB 05 Knielingen und dem VfB Mühlburg) und stieg dadurch in das seinerzeitige fußballerische Oberhaus, die Oberliga Süd, auf, der er dann von 1946 bis 1948 und erneut 1950 bis 1952 angehörte; mehr als ein 11. und drei 16. Tabellenplätze bei Saisonende sprangen dabei allerdings nicht heraus. In diesen ersten Nachkriegsjahren spielte mit Fritz Balogh Neckaraus einziger Nationalspieler auf dem Sportplatz an der Altriper Fähre. Zwischen 1946 und 1951 bestritt der Stürmer 96 Oberligaspiele und erzielte dabei 66 Tore. Weitere bekannte Spieler jener Jahre waren die Brüder Karl und Martin Gramminger, Hermann Klostermann, Rudi Jennewein, Günter Sosna sowie der torgefährliche Willy Preschle.
Nachdem sich der Verein 1952 für immer aus der Erstklassigkeit verabschieden musste, konnte auch die Zweite Liga im Folgejahr nicht gehalten werden und man musste in die 1. Amateurliga Nordbaden absteigen. Danach konnte Neckarau sich über viele Jahre hinweg als eine der besten Amateurmannschaften Badens behaupten. 1958 konnte die Meisterschaft gewonnen werden, in der Aufstiegsrunde zur Zweiten Liga belegte der Club Platz drei. Die nächste Meisterschaft folgte 1962. Doch während die Punktrunde mit großen Vorsprung gewonnen wurde, gelang in der Aufstiegsrunde nur ein einziges Unentschieden.
Anschließend kam Fips Rohr zu den Neckarauern, der bis 1973 die Mannschaft trainierte. Unter ihm stieg der Verein in die Viertklassigkeit ab, doch nach dem sofortigen Wiederaufstieg gelang in der Saison 1967/68 der Titelgewinn. In der Aufstiegsrunde siegte Neckarau im letzten Spiel vor 7000 Zuschauern gegen den stärksten Konkurrenten TSF Esslingen mit 5:0 und stieg in die Regionalliga Süd auf – die damals zweithöchste deutsche Fußballklasse. Überregional bekannt war in dieser Zeit ein Neckarauer Schiedsrichter: Kurt Tschenscher wurde bei den Weltmeisterschaften 1966, 1970 und 1974 eingesetzt.
Die Regionalliga konnte der VfL nicht halten. Nach dem direkten Abstieg, spielte die Mannschaft noch drei Jahre in der Amateurliga vorne mit. Einige Jahre später folgte jedoch ein Tiefpunkt, als der Verein 1974 bis in die Kreisklasse Mannheim abstieg. Doch nach nur zwei Spielzeiten in dieser Liga zeigte der Weg wieder nach oben und nach zwei Meisterschaften in Folge war man 1977 wieder in der Badenliga angelangt.
Der Verbandsliga Nordbaden, nun die vierthöchste Spielklasse, gehörte Neckarau bis 1988 an. War man 1986 und 1987 noch in der Aufstiegsrunde gescheitert, so gelang 1988 im dritten Anlauf mit Spielertrainer Kurt Eigl, einst Bundesligaprofi beim Hamburger SV und Gewinner des Europapokals der Pokalsieger, der Aufstieg in die dritthöchste Klasse, die Oberliga Baden-Württemberg. Dort belegte der VfL in der Saison 1988/89 aber nur den letzten Platz. In den Folgejahren stieg der Verein noch mehrmals ab, so dass der VfL Neckarau seit 1993 meist in den Klassen des Mannheimer Fußballkreises spielte.

### Gewichtheben
Neben den Fußballern erbrachte auch die Gewichtheberabteilung Spitzenleistungen. Herausragend war der Gewinn der Deutschen Mannschaftsmeisterschaft 1963 und mehrerer Vizemeisterschaften in den Folgejahren. An den Erfolgen beteiligt waren der mehrfache Deutsche Meister Arthur Haun und der spätere Bundestrainer und Präsident des Gewichtheberverbandes Wolfgang Peter.

## Stadion

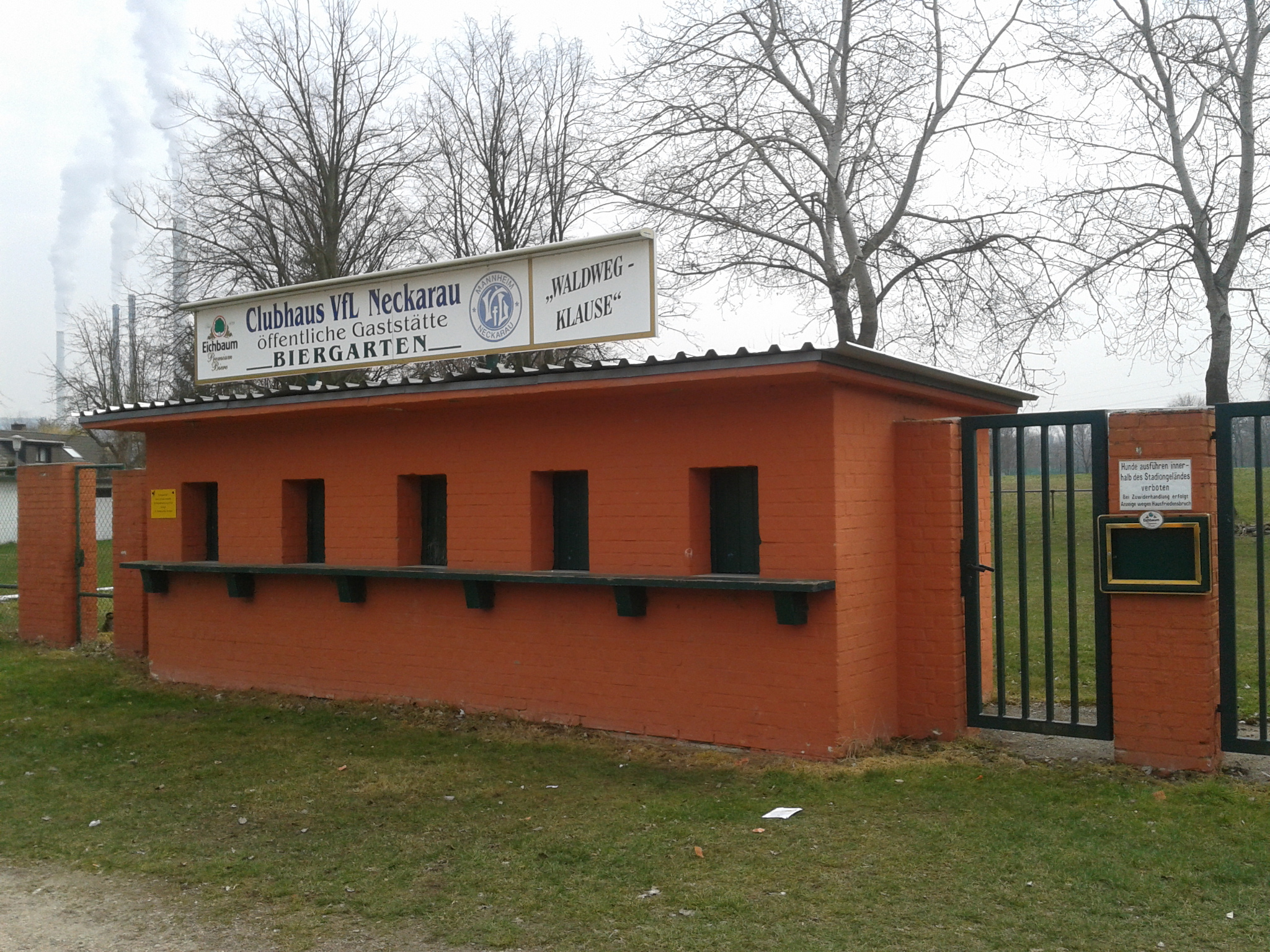
Waldwegstadion

Seit das alte Vereinsgelände an der Altriper Fähre aufgegeben wurde, trugen die Mannschaften des VfL Neckarau ihre Heimspiele im Waldwegstadion am Neckarauer Waldweg aus. Es wurde am 22. April 1951 vor 20.000 Zuschauern mit einem Spiel gegen den amtierenden Deutschen Meister VfB Stuttgart eingeweiht. Später lag das Fassungsvermögen bei 6.000.

## Bekannte Spieler
| - Hans Arnold - Fritz Balogh - Peter Diringer - Kurt Eigl - Pascal Groß | - Stephan Groß - Manuel Gulde - Markus Löw - Günter Oleknavicius - Gernot Rohr | - Gerd Störzer - Robin Szarka - Marco Terrazzino - Kurt Tschenscher |